# Beryl Junction
Beryl Junction è un census-designated place (CDP) degli Stati Uniti d'America, situato nello Stato dello Utah, nella contea di Iron. Secondo il censimento del 2010 gli abitanti di Beryl Junction ammontavano a 197.